# کیسی بار
کیسی بار (انگلیسی: Casey Bahr؛ زادهٔ ۲۰ سپتامبر ۱۹۴۸) بازیکن فوتبال اهل ایالات متحده آمریکا بود.
وی به‌همراه تیم ملی فوتبال ایالات متحده آمریکا در بازی‌های المپیک تابستانی ۱۹۷۲ شرکت کرده‌است.